# 1049. grenadirski polk (Wehrmacht)
1049. grenadirski polk (izvirno nemško 1049. Grenadier-Regiment; kratica 1049. GR) je bil pehotni polk Heera v času druge svetovne vojne.

## Zgodovina
Polk je bil ustanovljen 15. januarja 1944 kot del 77. pehotne divizije in uničen avgusta istega leta v bitki za St. Malo.